# Оман жорстковолосистий
Оман жорстковолосистий або оман шершавий, оман кошлатий, оман шерсткий (Inula hirta) — вид трав'янистих рослин роду оман родини айстрові (Asteraceae), поширений у південній та помірній Європі й західному Сибіру. Вся рослина (листя і стебла) сильно волохата; характеризується жорсткими волосками; листя знизу чітко сітчасте. Етимологія: лат. hirtus — «волохатий»

## Опис
Багаторічна рослина 30–65 см заввишки. Вся рослина вкрита довгими більш-менш відстаючими рудуватим жорсткуватими волосками. Кошики порівняно великі (в квітучому стані до 5–5.5 см в діаметрі.), поодинокі або, рідше, ще 2–3 кошики на бічних гілках. Квіти золотисто-жовті. Крайові язичкові квіти численні, 20–30 мм завдовжки.

## Поширення
Вид зростає на більшій частині Європи, крім півночі, а також у Західному Сибіру.
В Україні зростає на степових ділянках, трав'янистих схилах, луках і узліссях лісів — на всій території, розсіяно. Входить у переліки видів, які перебувають під загрозою зникнення на територіях Дніпропетровської та Запорізької областей.

## Галерея

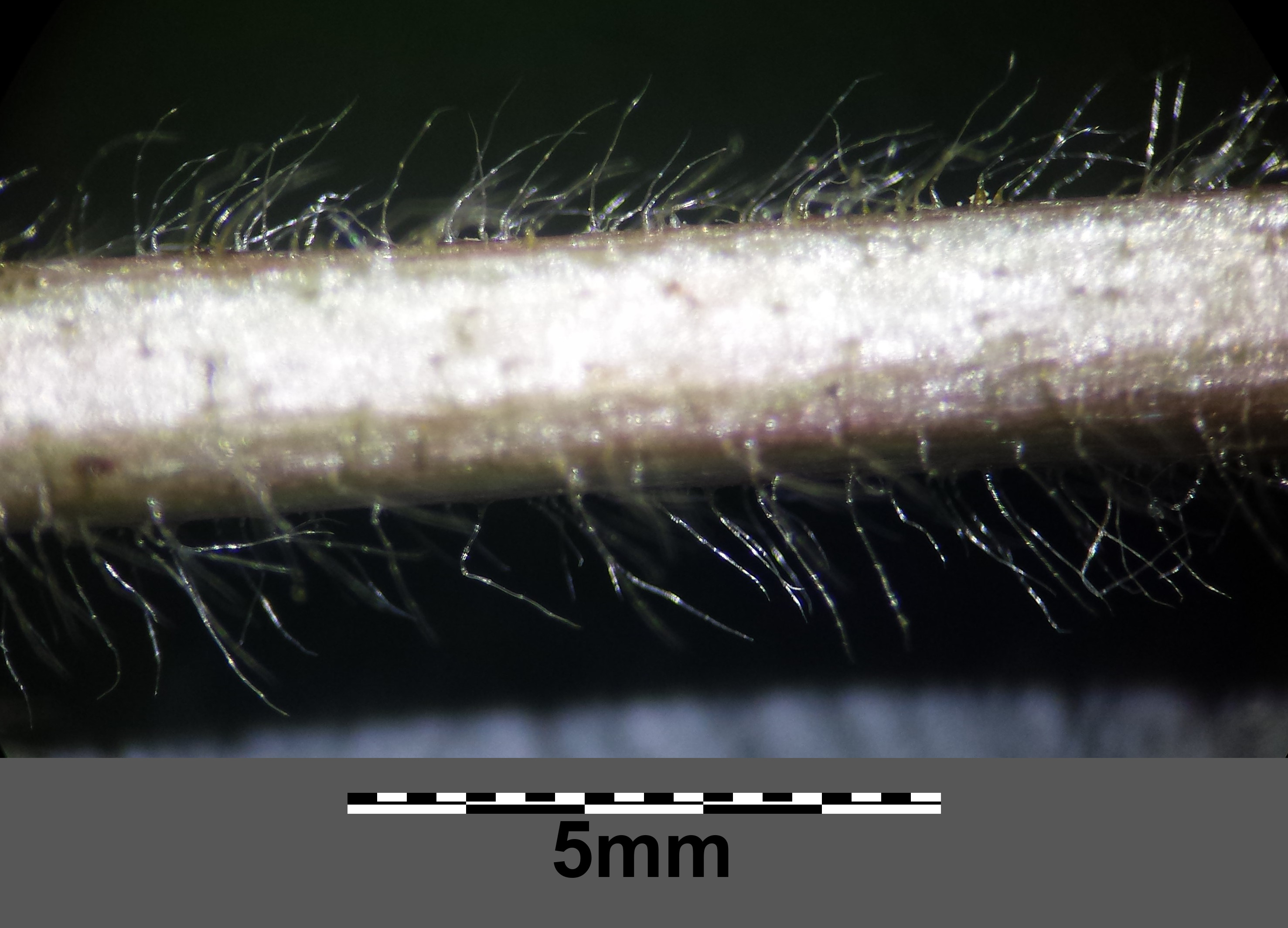
волоски на стеблі
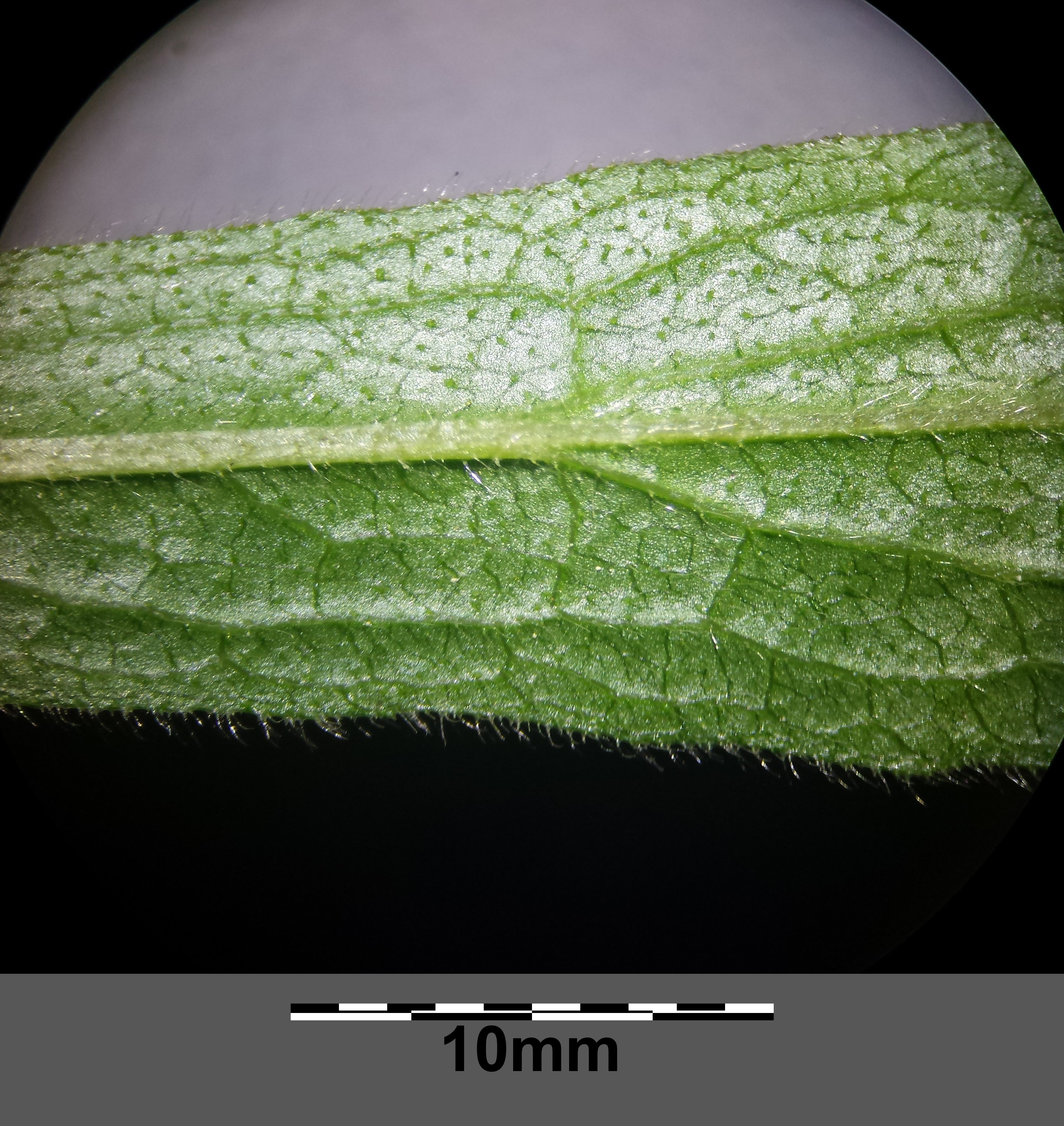
низ листя
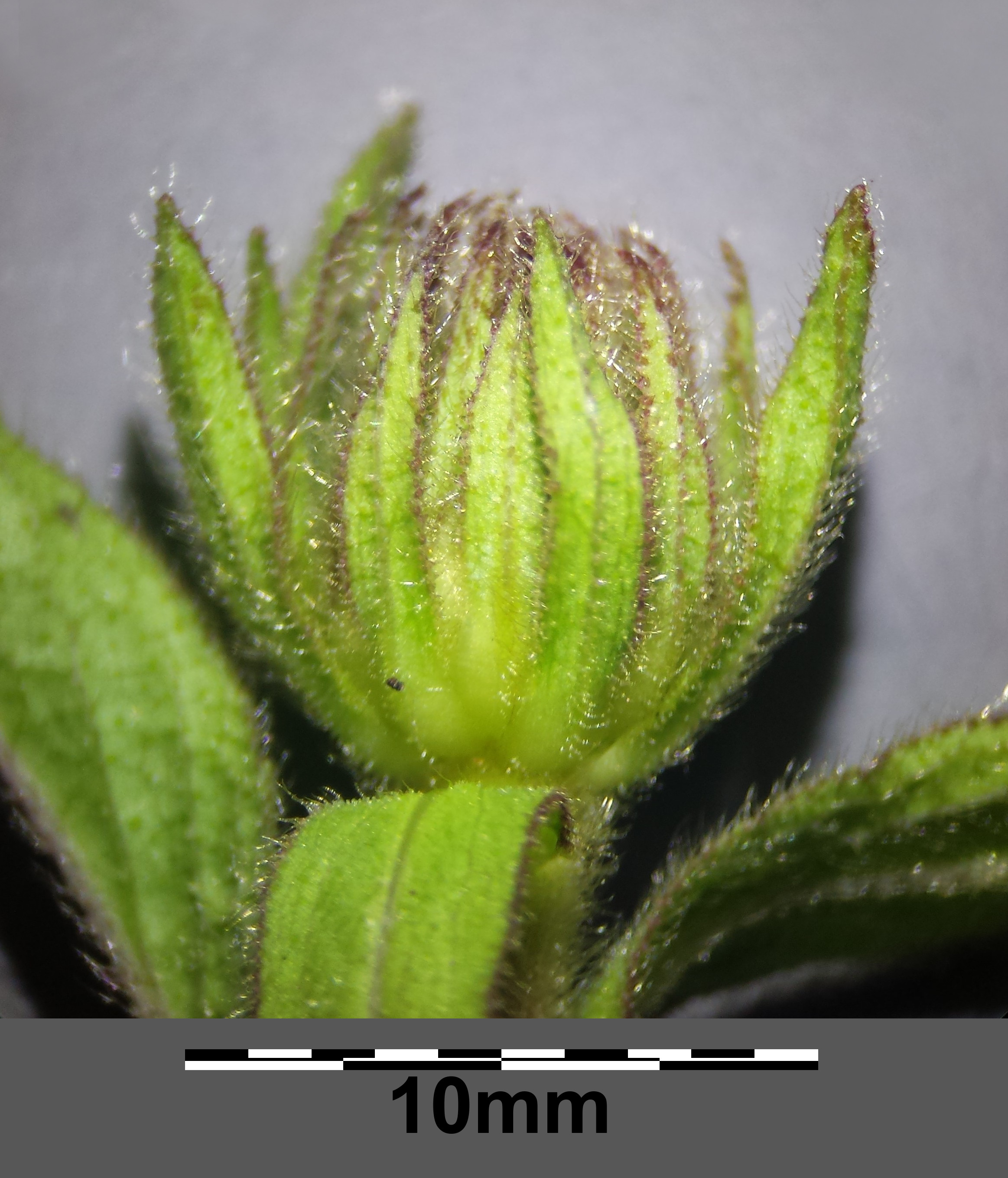
квіткова голова з приквітками
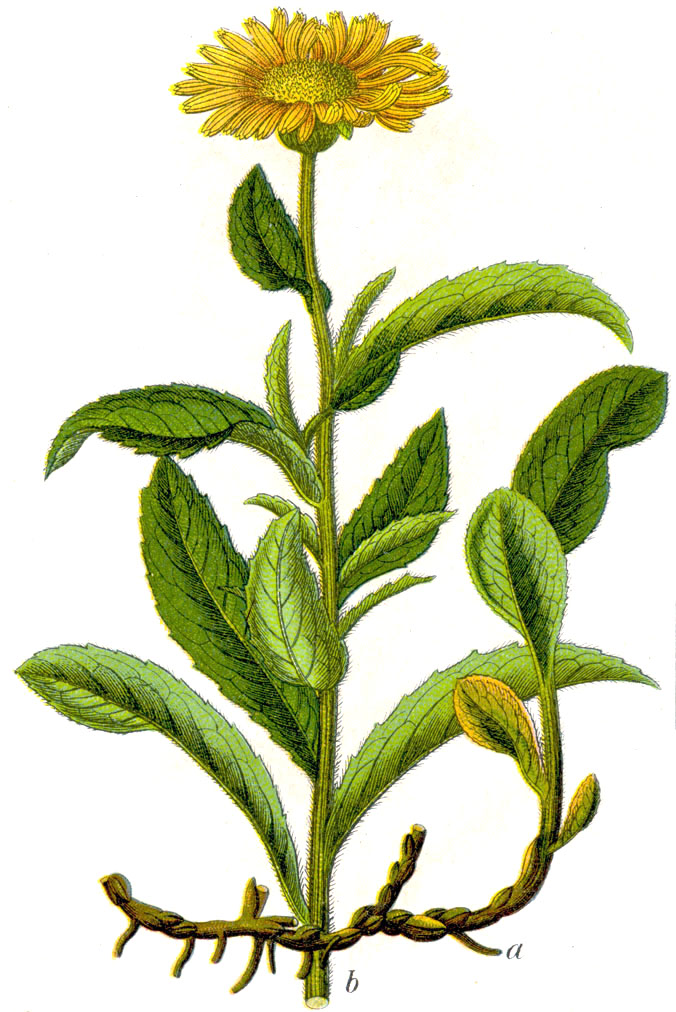
ілюстрація